# Spegelriket
Spegelriket (Georgiska:ძველი გულებისა და ხმლისა) är en roman av Aka Morchiladze från 2007.